# Vagn Åkesson
Vagn Åkesson (fl. X secolo) è stato un norreno della fine del X secolo, menzionato nella Jómsvíkinga saga.
All'età di 12 anni, Vagn chiese di unirsi alla confraternita mercenaria dei vichinghi di Jomsborg. Secondo la Jómsvíkinga saga, Vagn era il figlio di Aki, figlio del capo dei vichinghi di Jomsborg Palnatoke. Incuriosito dal coraggio mostrato da Vagn, suo nonno Palnatoke gli permise (dopo aver tentato di dissuaderlo) di dimostrare il suo valore con un duello contro Sigvaldi Strut-Haraldsson, che Vagn sconfisse. Egli fu quindi ammesso nella confraternita nonostante la regola dei vichinghi di Jomsborg che non permetteva a nessun uomo di età inferiore ai 18 anni di unirsi.
Palnatoke adottò Vagn, che è descritto come uno dei vichinghi di Jomsborg più impavidi, come una sorta di protetto. Il coraggio di Vagn è in netto contrasto con il pragmatismo (qualcuno direbbe codardia) di Sigvaldi. Dopo la morte di Palnatoke, Sigvaldi divenne capo della confraternita. Nella battaglia di Hjörungavágr, ordinò la ritirata, un ordine a cui Vagn si rifiutò con rabbia di obbedire. Secondo la saga, Vagn scagliò addirittura la sua lancia in direzione di Sigvaldi, ma lo mancò. Vagn riuscì a sopravvivere alla battaglia con onore e fu risparmiato da Eiríkr Hákonarson, mentre Sigvaldi divenne oggetto di scherno.